# Giusto Monaco
Giusto Monaco (Siracusa, 13 novembre 1915 – Palermo, 14 febbraio 1994) è stato un filologo classico, grecista e latinista italiano.

## Biografia
Figlio di un funzionario del ministero delle Finanze, costretto per il lavoro paterno a trasferirsi di continuo, frequentò il ginnasio a Trapani e il liceo a Palermo. Dal 1933 al 1937 studiò all'Università di Pisa e alla Scuola Normale Superiore. Fu professore di latino e greco in un liceo di Sassari, dove ebbe come studente Francesco Cossiga, e a Livorno, dove suo allievo fu Carlo Azeglio Ciampi, per poi diventare professore ordinario di letteratura latina all'Università di Palermo e presidente  dell'INDA (Istituto nazionale del dramma antico) dal 1993 al 1994, dopo esserne stato dal 1973 commissario.
Pubblicò, fra l'altro, Charites, antologia di lirici greci.

## Pubblicazioni
- G.Monaco, G.De Bernardis, A.Sorci, La produzione letteraria nell'antica Roma, Palermo, Palumbo.
- G.Monaco, G.De Bernardis, A.Sorci, Lingua latina - Teoria, Palermo, Palumbo, ISBN 978-88-8020-148-9.